# Tant Strul (album)
Tant Strul, album av gruppen Tant Strul som gavs ut februari 1982. Albumet var gruppens första och har aldrig återutgivits på CD. Skivan finns med på MNW Music skiva "Tant Strul Klassiker" som släpptes 2009.

## Låtlista
| Nr  | Titel                 | Noteringar                                        |  |
| --- | --------------------- | ------------------------------------------------- |  |
| 1.  | Vågar du va ensam     | av Stry Terrarie                                  |  |
| 2.  | Tid att leva          |                                                   |  |
| 3.  | Mörkret bakom ljuset  |                                                   |  |
| 4.  | Du får inte lämna mig |                                                   |  |
| 5.  | Min tystnad           |                                                   |  |
| 6.  | Första timmarna       | av Lou Reed                                       |  |
| 7.  | Längtan               |                                                   |  |
| 8.  | Du får inte vissna    |                                                   |  |
| 9.  | Hetta                 |                                                   |  |
| 10. | Dom slår ihjäl varann |                                                   |  |
| 11. | Två krig              |                                                   |  |
| 12. | Efter kriget          | (ingen låt på skivan men en text på skivomslaget) |  |